# Enol Coto
Enol Coto Serrano (Gijón, 23 de marzo de 2001) es un futbolista español que juega como lateral derecho en la Sociedad Deportiva Amorebieta de la Primera Federación Grupo 1.

## Trayectoria
Gijonés de nacimiento, se formó en las categorías inferiores del Club Deportivo Romanón, en Pola de Siero, y siendo alevín de primer año ingresó en la Escuela de Fútbol de Mareo con apenas 11 años.  
El 24 de agosto de 2019, siendo juvenil de tercer año y con 18 años debuta con el Real Sporting de Gijón "B" en la Segunda División B, en un encuentro frente al Rayo Majadahonda. Durante la temporada 2019-20 disputaría 5 partidos en el conjunto dirigido por Samuel Baños. En la temporada 2020-21, disputa la cifra de 23 partidos con el filial gijonés, no pudiendo evitar el descenso a Tercera División RFEF.  
En la temporada 2021-22, forma parte de la plantilla del Real Sporting de Gijón "B" en la Tercera División RFEF. 
El 5 de agosto de 2022, se incorpora a la plantilla del Racing Club de Ferrol de la Primera Federación, cedido por una temporada.
De vuelta tras su cesión, debuta con el primer equipo el 11 de agosto de 2023 al entrar como suplente en la segunda mitad en una derrota por 2-0 frente al Real Valladolid en la Segunda División.
En la temporada 2024-25 fichó por el SD Amorebieta. 

## Clubes
Actualizado al último partido disputado el 05 de octubre de 2024.
| Club                      | País   | Año       | Partidos | Goles |
| ------------------------- | ------ | --------- | -------- | ----- |
| Sporting de Gijón "B"     | España | 2019-2022 | 55       | 0     |
| Racing de Ferrol (cedido) | España | 2022-2023 | 27       | 0     |
| Sporting de Gijón         | España | 2022-2024 | 4        | 0     |
| Real Murcia (cedido)      | España | 2024      | 11       | 0     |
| SD Amorebieta             | España | 2024-act. | 5        | 0     |